# 富塚良三
富塚 良三（とみづか りょうぞう、1923年5月15日 - 2017年1月12日）は、日本のマルクス経済学者、中央大学名誉教授。千葉県生まれ。

## 来歴
千葉県生まれ。旧制第三高等学校を卒業し、京都大学文学部西洋史学科に入学。その後1949年東京大学経済学部卒業、指導教授は大河内一男。利潤率の傾向的低下の法則を証明したことでも有名。また、著書である「恐慌論研究」において均衡蓄積軌道論を提示し、再生産論および恐慌論の発展に寄与した。

## 学説
東京大学在学中に山田盛太郎の再生産論を、大原社会問題研究所では久留間鮫造から資本論を学ぶ。福島大学に所属していたときに熊谷尚夫との間で繰り広げられた、「相対的過剰人口」での討論は、近代経済学、マルクス経済学の有意義な論争の一つである。後日、熊谷は論争の負けを認めている。熊谷尚夫著「資本主義経済と雇傭」の巻頭序文序文を参照。1962年に主著である「恐慌論研究」で東北大学より、経済学博士の学位を取得。「恐慌論研究」はこの分野における最高峰の書との声もある。一般にマルクス経済学者は近代経済学を学ばないと言うのが定説だが、当時中央大学にはケインズ研究で有名な川口弘などが教授としていたため、近代経済学を批判的に研究している。その成果が有効需要の理論を再生産論および再生産表式論によってケインズともカレツキなどとも違う独自の方法で導き出している。著書、経済原論において発刊当時は主だって批判できなかったレーニン批判を著書である経済原論で行っている点において、教条的マルクス主義とは一線を画す。

## 職歴
- 1949年 大原社会問題研究所研究員
- 1952年 福島大学に転出。
- 1962年 3月福島大学を辞し、4月に中央大学商学部助教授に就任。
- 1963年 教授に昇任。
- 1994年 中央大学定年退職。

## 著作（編著を含む）
- 1962年　恐慌論研究　未來社　本書を学位請求論文として東北大学に提出。同大学より経済学博士の学位を取得。
- 1965年　蓄積論研究　未來社
- 1970年　経済学原理　三和書房
- 1975年　増補・恐慌論研究　未來社
- 1976年　経済原論　（有斐閣大学双書）有斐閣
- 1985年　資本論体系全11巻　有斐閣　（編著）
- 2007年　再生産論研究　中央大学出版部

## 均衡蓄積軌道
再生産論における画期的な理論である。鶴田満彦などにより支持されている。この理論には「ブルジョワ的」だとの異論はあるものの、均衡蓄積軌道論により再生産論の飛躍的研究が進んだことは言うまでもない。置塩信雄も同じ均衡蓄積軌道を唱えているが、富塚理論とは全く違う意味である。
拡大再生産表式においてこの理論は未だに理解されていないマルクス経済学者も多い。代表人物として大谷禎之介など恩師である久留間鮫造なども均衡蓄積軌道論を理解出来ていない。当時、恐慌論研究を著した当時はブルジョワ的だと批判され、それ故に学会では孤立していた感があるが、今では均衡蓄積軌道論は日本が世界に誇るマルクス経済学の一大金字塔である。マルクス・ルネサンス当時、遺稿も均衡蓄積軌道を論じた海外文献は見あたらない。

## 利潤率の傾向的低下の法則の研究
1954年に富塚は自身の論文において世界で初めて利潤率の傾向的低下の法則が成立することを論証した。それに対し置塩信雄がこの法則は定立しないという説を主張し、真っ向から対立した。富塚はこれに敢然と挑み、資本論体系第5巻｢利潤･生産価格｣において置塩説に再反論し有意義な論争に発展した。現在では利潤率傾向的低下の法則が成立することは学会において富塚説が定説として扱われている。玉垣良典著「景気循環の機構分析」岩波書店刊、資本論体系第４巻「資本の再生産」が詳しい。この法則に対しては近年では根岸隆が論争を挑んだが、富塚に軍配が上がる。有斐閣刊「資本論体系第9-1巻および9-2巻」が詳しい。しかし、根岸は著書「経済学史24の謎」有斐閣においてその態度を保留している。